# Ganagobie
Ganagobie – miejscowość i gmina we Francji, w regionie Prowansja-Alpy-Lazurowe Wybrzeże, w departamencie Alpy Górnej Prowansji.

## Demografia
Według danych na rok 1990 gminę zamieszkiwało 75 osób, a gęstość zaludnienia wynosiła 7 osób/km². W styczniu 2015 r. Ganagobie zamieszkiwały 84 osoby, przy gęstości zaludnienia wynoszącej 7,8 osób/km².